# 加拉德冰川
84°7′S 169°35′E / 84.117°S 169.583°E
加拉德冰川是南極洲的冰川，位於沙克爾頓海岸的亞歷山德拉皇后山脈地區，流經洛克伍德山和柯克帕特里克山，最終在貝爾海崖以南注入比爾德摩爾冰川。